# Killer Instinct (videójáték, 1994)
A Killer Instinct egy verekedős videójáték, amelyet a Rare fejlesztett és a Midway adott ki. Arcade játékként 1994 őszén jelent meg, majd a következő évben megjelent a Super Nintendo Entertainment Systemre (SNES) és Game Boyra. A játék cselekménye szerint egy mindenható vállalat szervez egy harci versenyt. A történetet egy limitált képregénysorozatban dolgozták fel, amelyet a rövid életű Acclaim Comics forgalmazásában adtak ki.
Ken Lobb szerint a Killer Instinct alapjait a Namco verekedős játék projektje adta a korai tervezési fázisban, "Melee" néven (amely később Weaponlord lett), még a Namcónál töltött ideje alatt. A Killer Instinct alapvető játékmenetének egyes aspektusait az SNK verekedős játékai befolyásolták, nevezetesen a World Heroes sorozat és a Fatal Fury sorozat.
Az általános történet ellenére a Killer Instinct részletesebb grafikával és változatosabb karakterekkel rendelkezett, mint a műfaj többi játéka, valamint a korabeli verekedős játékokban egyedi játékelemekkel. Ahelyett, hogy a legjobb három körből álló küzdelmekben harcolnának az ellenséggel, minden játékosnak két életsávja van. Az a játékos nyeri a mérkőzést, aki előbb lefogyasztja a másik játékos életsávját. A játék bevezette az "automatikus duplázást" is, egy olyan funkciót, amely lehetővé teszi a játékosok számára, hogy egy bizonyos gombsorozat megnyomásával a karakterek automatikusan kombókat hajtsanak végre az ellenfeleken. A játékban megjelentek a "combo breakerek" is, speciális védekező mozdulatok, amelyek megszakíthatják a kombókat.
A kritikai és kereskedelmi sikereket hozó Killer Instinctet egy folytatás követte, az 1996-os Killer Instinct 2 arcade játék, amelyet később Killer Instinct Gold néven Nintendo 64-re is megjelentettek, valamint a franchise 2013-as felélesztése Xbox One-ra készült. A 2013-as játékhoz Killer Instinct Classic címmel az eredeti játék portja is mellékelve van. Különböző kiadványok visszamenőleges listáin minden idők legjobb verekedős játékai közé került.

## Játékmenet
1995 és 2007 között a Killer Instinct úgy működik, mint sok más verekedős játék, amelyben a játékos egy karaktert irányít, hogy legyőzze az ellenfelet egy az egy elleni harcban. A játék a Street Fighter támadáskészletét kölcsönzi, és a Mortal Kombat befejező mozdulatai is inspirálták. Számos olyan tulajdonsága is van, amely megkülönbözteti más franchise-októl:
- Dupla életsáv: két kör megnyerése helyett minden játékosnak két életsávja van. Az a játékos nyeri a küzdelmet, aki lemeríti az ellenfél életsávját, és az ellenfél első energiájának lemerítése után a játékos nem kapja vissza az életét.
- Automatikus kombók: Sok kombináció automatikus, egy kezdeti gombnyomási sorozat után.
- Kivégző mozdulatok: A Mortal Kombat Fatalities-hez hasonló (de kevésbé grafikus, mint a Mortal Kombat kivégzések), minden karakternek van legalább két, No Mercy (későbbi változatokban Danger Move) néven ismert mozdulata az ellenfél kivégzésére. Egy másik befejezés a Humiliation, amely táncra kényszeríti az ellenfelet.
- Ultra kombó: Ez a kombináció azonban lehetővé teszi a karakter számára, hogy a kombó befejezéseként egy hosszú ütéssorozatot adjon le, amely általában meghaladja a 20 ütést, de néha elérheti a 80-at is.
- Combo Breaker: A játékos, akit egy kombóba fogtak, egy kombótörő mozdulat végrehajtásával kiszabadulhat belőle. A kombót meg lehet törni akár az automatikus duplázás, akár a linker szakaszában. A kombótörő végrehajtása után egy fehér csillag jelenik meg a törő aktuális életerő sávjának csúcsán, ami lehetővé teszi néhány speciális mozdulat továbbfejlesztett változatát, amelyekhez más típusú irányítás szükséges.

## Történet
Az Ultratech egy nagyon erős óriásvállalat, amely egy Killer Instinct nevű versenyt szervez. A szokásos résztvevők mellett az Ultratech által létrehozott kísérleti lények is harcolnak a versenyen, hogy az erejüket tesztelhessék. Az Ultratech felfedez egy olyan technológiát is, amellyel hidakat lehet létrehozni a dimenziók között, és kiszabadít egy Eyedol nevű kétfejű küklopsz, szatírszerű szörnyeteget a Limbóban lévő dimenziós börtönéből.

## Karakterek
A főellenség Eyedol mellett a játék 10 játszható karaktert tartalmaz: Orchid, az Ultratech megállításán dolgozó ügynök. Chief Thunder, egy indián törzsfőnök, akit a testvére keresésére küldtek, Cinder, egy szökött fegyenc, aki egy sikertelen kémiai teszt miatt lángokból álló testet kap, Fulgore, egy kiborg, akit az Ultratech azért hozott létre, hogy megállítsa Jagót, Glacius, egy földönkívüli, aki elszakadt a rokonaitól, Jago, egy tibeti harcos szerzetes, akit a Tigrisszellem irányít, Riptor, egy velociraptor, akit az Ultratech klónozott, Sabrewulf, egy vérfarkas, akit likantrópia sújt, Spinal, egy élőhalott harcos csontváza, és T. J. Combo, egy nehézsúlyú bokszbajnok, akit megfosztottak címétől, mert brutális módszerekkel végzett ellenfeleivel.
A 2010-es GamePro szerint a Killer Instinct "emlékezetes a színpompás harcosokról, köztük egy velociraptor, egy kardforgató csontváz, egy jégből készült lény és számos más felejthetetlen karakterről". 2012-ben a Topless Robot azt írta, hogy "az egyik legelképesztőbb és legváltozatosabb szereplőgárdával rendelkezik, amely valaha is díszített egy verekedős játékot".

## Megjelenés
Európában, Ausztráliában, Kanadában és az Egyesült Államokban megjelent SNES-játék fekete kazettás tokkal rendelkezik a szokásos szürke helyett. A Nintendo nagyszabású reklámkampányt folytatott. A játék SNES-változata megjelenésekor szintén pozitív kritikákat kapott, 3,2 millió darabot adtak el belőle, csak az Egyesült Államokban a megjelenés napján több mint 150 000 példányt adtak el belőle, 1995. november 23-ig pedig több mint egymillió példány kelt el.
Egy Game Boy port is készült, de a rendszer korlátai miatt vágásokra volt szükség. Ennek eredményeképpen sem Cinder, sem Riptor nem szerepelt, és a mozdulatokat is jelentősen megváltoztatták a hordozható eszköz korlátozottabb irányítása miatt. Az eredetivel ellentétben a Game Boy verzió rosszabb kritikákat kapott. A játék Super Game Boy-támogatása némi színezéssel, valamint egy második kontroller behelyezésével két játékos versus meccsel egészül ki.
A Killer Cuts, a Killer Instinct eredeti zenéjét tartalmazó hanganyag CD-t a játék SNES kiadásához adták ki, az első 100.000 eladott példányhoz az USA-ban és az első 20.000 eladott példányhoz Kanadában. A filmzenét 2014. október 14-én digitálisan újra kiadták a Killer Instinct: Season One soundtrackkel együtt egy dupla albumcsomag részeként.
A játék árkád verziójának digitális portja, a Killer Instinct Classic, a Killer Instinct Xbox One-ra készült "Season One Ultra Edition" részeként érhető el. Ezt a portot a Code Mystics fejlesztette, és számos kiegészítő funkciót tartalmaz, például egy új edzésmódot, feloldható karakter sprite galériákat és vágójeleneteket, számos vizuális filtert, valamint azt, hogy a játékot az eredeti 1.4-es és a későbbi 1.5D-s változatban is játszható. A 2014. december végi frissítés online többjátékos funkcióval bővült.

## Hagyaték
A folytatás Killer Instinct 2 címmel 1996-ban jelent meg. Az első játékhoz hasonlóan ezt is megjelentették otthoni konzolra, ezúttal a Nintendo 64-re Killer Instinct Gold néven.
A Microsoft által kiadott, a Double Helix Games és az Iron Galaxy Studios által a Rare közreműködésével fejlesztett új Killer Instinct 2013-ban jelent meg Xbox One-ra. A játék egyes kiadásai közé tartozik az eredeti arcade játék Killer Instinct Classic portja és annak folytatása.

## Fordítás
- Ez a szócikk részben vagy egészben  a   Killer Instinct (2013 video game) című angol Wikipédia-szócikk fordításán alapul.  Az eredeti cikk szerkesztőit annak laptörténete sorolja fel. Ez a jelzés csupán a megfogalmazás eredetét és a szerzői jogokat jelzi, nem szolgál a cikkben szereplő információk forrásmegjelöléseként.